# Най-хубавото с Лили Иванова
Най-хубавото с Лили Иванова е дългосвиреща грамофонна плоча с каталожен номер ВТА 1208 на певицата Лили Иванова, издадена през 1970 г. от „Балкантон“. На лицето на обложката е изписано „Лили“ и заглавията на песните, а на гърба – „Лучшее с Лили Ивановой“ и информация за песните. На етикета на плочата обаче пише „Най-хубавото с Лили Иванова“. За заглавие на албума в официалния сайт на певицата е посочено името на първата песен от албума, тъй като нерядко плочите от въпросния период не съдържат недвусмислено заглавие на албум, а само име на изпълнител. Хитове от албума са „Този свят е тъй прекрасен“, „Ти сън ли си“, „Звезда“ и „За обич съм родена“.

## Списък на песните в албума
| Заглавие                       | Автор(и)                                                                        | Време |
| ------------------------------ | ------------------------------------------------------------------------------- | ----- |
| 1. „Този свят е тъй прекрасен“ | музика: Тончо Русев, аранжимент: Иван Пеев, текст: Дамян Дамянов                |       |
| 2. „Иди си“                    | аранжимент: Иван Пеев, текст: Кр. Станишев                                      |       |
| 3. „Звезда“                    | музика: Александър Йосифов, аранжимент: Константин Драгнев, текст: Кр. Станишев |       |
| 4. „Какъв си ревнив“           | аранжимент: Иван Пеев, текст: Димитър Андрейчин                                 |       |
| 5. „Любов“                     | музика: Хетко Николов, аранжимент: Иван Пеев, текст: Павел Матев                |       |
| 6. „Трудният танц“             | музика и аранжимент: Иван Пеев, текст: М. Спасов                                |       |
| 7. „За обич съм родена“        | музика: Тончо Русев, аранжимент: Тончо Русев, текст: Павел Матев                |       |
| 8. „Седемнадесетгодишните“     | музика и аранжимент: Тончо Русев, текст: Дамян Дамянов                          |       |
| 9. „Алеята на влюбените“       | музика: Александър Йосифов, аранжимент: Константин Драгнев, текст: Д. Точев     |       |
| 10. „Преди да тръгнеш“         | музика и аранжимент: Тончо Русев, текст: Д. Ценов                               |       |
| 11. „Реквием“                  | музика: Александър Йосифов, аранжимент: Константин Драгнев, текст: Й. Милев     |       |
| 12. „Ти сън ли си“             | музика и аранжимент: Тончо Русев, текст: Павел Матев                            |       |